# Topographische Karte der Provinz Westfalen und der Rheinprovinz

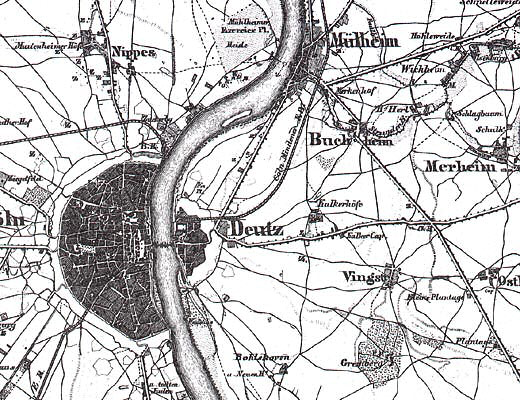
Ausschnitt Köln und Deutz

Die Topographische Karte der Provinz Westfalen und der Rheinprovinz im Maßstab 1:80 000 wurde für die preußischen Provinzen Westfalen und die Rheinprovinz in den Jahren 1837 bis 1855 herausgegeben, um für militärische Zwecke verbesserte Karten zu besitzen.
Hintergrund für das neue Kartenprojekt war, dass Preußen Anschluss an die wesentlich bessere französische Militärgeographie finden wollte. Die von der preußischen Armee verwandten Kartenwerke wiesen dagegen erhebliche Mängel auf. Dies machte es nötig die Landesaufnahme im Gebiet Rheinland und Westfalen noch einmal zu wiederholen. Ausgangsmaterial waren die Karten der Preußischen Uraufnahme.
In Verbindung mit diesen Wiederholungsaufnahmen der Rheinprovinz bis 1855 entstand das aus 72 Blätter bestehende Kartenwerk „Topographische Karte der Provinz Westfalen und der Rheinprovinz“ im Maßstab 1:80 000, welches aus den Blättern der Uraufnahme abgeleitet wurde.
Während Höhenpunkte und Trigonometrische Punkte  weiterhin in der Karte fehlen und die einfache Kreuzsignatur für die Kirchen beibehalten wird, ist jedoch der vermehrte Karteninhalt auffallend.
Zeitgeschichtlich interessant erscheint bei dieser Karte das erstmalige Auftreten der Telegraphensignatur der preußischen optischen Telegrafenlinie Koblenz-Köln-Berlin. Typisch allerdings bleibt die noch immer fehlende Darstellung von ausländischen Gebieten.
Vom gesamten Kartenwerk liegen 50 Blätter im Gebiet von Nordrhein-Westfalen, 21 berühren das Gebiet von Rheinland-Pfalz, eine das Gebiet des Saarlands.

## Übersicht
(Quelle: )
- Titelblatt
- Blattübersicht 1:1.000.000
- Blatt 1 Rheine, alt: Blatt 5
- Blatt 2 (Wester) Cappeln, alt: Blatt 6
- Blatt 3 Lübbecke, alt: Blatt 5
- Blatt 4 Minden, alt: Blatt 6
- Blatt 5 Vreden, alt: Blatt 7
- Blatt 7 Tecklenburg
- Blatt 8 Versmold
- Blatt 9 Bielefeld, alt: Blatt 7
- Blatt 10 Vlotho, alt: Blatt 7
- Blatt 11 Cleve, alt: Blatt 2
- Blatt 12 Bocholt, alt: Blatt 2
- Blatt 13 Coesfeld, alt: Blatt 2
- Blatt 14 Münster, alt: Blatt 1
- Blatt 15 Warendorf, alt: Blatt 2
- Blatt 15 Rietberg, alt: Blatt 1
- Blatt 17 Nieheim, alt: Blatt 2
- Blatt 18 Höxter, alt: Blatt 1
- Blatt 19 Geldern, alt: Blatt 4
- Blatt 20 Wesel, alt: Blatt 3
- Blatt 21 Dorsten, alt: Blatt 4
- Blatt 22 Dortmund, alt: Blatt 3
- Blatt 23 Soest, alt: Blatt 4
- Blatt 24 Paderborn, alt: Blatt 4
- Blatt 25 Brakel, alt: Blatt 4
- Blatt 26 Beverungen, alt: Blatt 3
- Blatt 27 Straelen, alt: Blatt 6
- Blatt 28 Crefeld, alt: Blatt 5
- Blatt 29 Schwelm, alt: Blatt 6
- Blatt 30 Iserlohn
- Blatt 31 Arnsberg, alt: Blatt 6
- Blatt 32 Brilon, alt: Blatt 6
- Blatt 33 Warburg
- Blatt 34 Erkelenz, alt: Blatt 8
- Blatt 35 Düsseldorf, alt: Blatt 7
- Blatt 36 Solingen, alt: Blatt 8
- Blatt 37 Lüdenscheid, alt: Blatt 7
- Blatt 38 Attendorn, alt: Blatt 8
- Blatt 39 Berleburg, alt: Blatt 7
- Blatt 40 Aachen, alt: Blatt 2
- Blatt 41 Jülich, alt: Blatt 1
- Blatt 42 Cöln, alt: Blatt 2
- Blatt 43 Waldbroel, alt: Blatt 1
- Blatt 44 Siegen, alt: Blatt 2
- Blatt 45 Laasphe, alt: Blatt 1
- Blatt 46 Eupen, alt: Blatt 4
- Blatt 47 Zülpich, alt: Blatt 1
- Blatt 48 Bonn, alt: Blatt 4
- Blatt 49 Altenkirchen, alt: Blatt 3
- Blatt 50 Greifenstein, alt: Blatt 4
- Blatt 51 Wetzlar, alt: Blatt 3
- Blatt 52 Malmedy, alt: Blatt 6
- Blatt 53 Aremberg, alt: Blatt 5
- Blatt 54 Mayen, alt: Blatt 6
- Blatt 55 Coblenz
- Blatt 56 Kraftsolms, alt: Blatt 5
- Blatt 57 Neuerburg
- Blatt 58 Prüm
- Blatt 59 Cochem
- Blatt 60 Boppard, alt: Blatt 7
- Blatt 61 Mettendorf (Vianden)
- Blatt 62 Trier
- Blatt 63 Berncastel
- Blatt 64 Simmern
- Blatt 65 Kreuznach
- Blatt 66 Saarburg
- Blatt 67 Birkenfeld
- Blatt 68 Baumholder
- Blatt 69 Saarlouis
- Blatt 70 St. Wendel, alt: Blatt 4
- Blatt 71 Ludweiler, alt: Blatt 7
- Blatt 72 Saarbrücken, alt: Blatt 7